# Rapport
Rapport (doslova „report“) je jedna ze dvou hlavních zpravodajských relací švédské televize (SVT). Rapport se vysílá každý den v 19:30 na SVT1, zpravidla má stopáž 30 minut, jen o sobotách je zkrácený na patnáct minut. Druhou z hlavních zpravodajských relací je Aktuellt, který se vysílá na SVT2. Na rozdíl od Rapportu má Aktuellt od roku 2007 charakter zpravodajského rozboru, podobný formát jako mají české Události, komentáře.
Dříve se název pořadu Rapport používal pro všechny kontinuální zpravodajské relace na SVT1 a SVT2 vysílané během celého dne, ale od roku 2016 se název používá pouze pro hlavní relaci, kontinuální se jmenují SVT Nyheter.

## Historie
Rapport měl premiéru 5. prosince 1969. Toho dne byl spuštěný druhý kanál SVT a Rapport byl tehdy hlavní zpravodajskou relací právě na druhém kanálu (oproti Aktuelltu, který se do té doby vysílal naopak na prvním kanálu a zároveň se dočasně přejmenoval na TV-nytt). Druhý kanál televize byl spouštěn s vizí, že si obě stanice budou konkurovat, proto měly vyrábět vlastní pořady, potažmo každá svou vlastní zpravodajskou relaci. Vysílání bylo tehdy časově rozvrženo následovně: V 19:00 první kanál odvysílal kratší, desetiminutovou, verzi TV-nytt, v 19:10 druhý kanál odvysílal dvacetiminutový Rapport, v 19:30 první kanál dokončil zpravodajství delší verzí TV-nytt.
V roce 1972 došlo ve Švédsku k rozsáhlé reorganizaci médií, při kterém se mimo jiné televize organizačně oddělila od rozhlasu. Tehdy se TV-nytt vrátil ke staršímu (a současnému) názvu Aktuellt a začal se vysílat ve dvou vydáních každý den v 18:00 a 21:00. Rapport naopak získal prostor v atraktivní čas 19:30 a navíc byl prodloužen. Kvůli reformě na obou kanálech, jejímž důsledkem bylo, že sledovanost druhého kanálu obecně překonala první kanál, a kvůli volbě atraktivního času se Rapport stal nejsledovanějším zpravodajským pořadem ve Švédsku. V lednu 1979 byl Rapport doplněn ještě o pozdní kratší verzi zvanou Rapport 2. 28. dubna 1986 zpravodajské pořady SVT včetně Rapportu odvysílaly v souvislosti s dobovým zmatkem a spekulacemi chybnou zprávu, že došlo k havárii na některé z jaderných elektráren ve Švédsku (přisouzeno elektrárně Forsmark). Stejnou zprávu přitom nezávisle na sobě publikovala všechna švédská média. Později byla zpráva vyvrácena a teprve další den po mezinárodním odhalení byla opravena, že k havárii došlo v elektrárně Černobyl a radiace se do Švédska dostala skrze mrak radiace.
V roce 1993 začal Rapport pokrývat ranní zpravodajství a také měl dvě odpolední vydání v 16:00 na Kanalu 1 a v 17:00 na TV2. V roce 1995 bylo ranní vydání přejmenováno na Rapport Morgon v reakci na ranní pořad Nyhetsmorgon na komerční TV4.
V roce 2001 v souvislosti s dalšími reorganizacemi a změnami v televizi došlo k prohození obou zpravodajských pořadů. První kanál totiž už dávno nebyl jen kanálem s regionálním zpravodajstvím a druhý kanál jediný s rozmanitým obsahem přetahujícím sledovanost, jak to bylo v minulosti, místo toho se první kanál de facto stal rozmanitou vlajkovou stanicí a druhý kanál stanicí pro náročné obecenstvo. Tím pádem byla sledovanější a oblíbenější relace Rapport logicky přesunuta na první kanál a Aktuellt opačným směrem na druhý kanál. V té době navíc televize spojila všechny dosavadní zpravodajské redakce do jedné ústřední ve Stockholmu a tak se nabízelo, aby právě Rapport pokrýval kontinuální zpravodajství po celý den včetně tehdejšího zpravodajského kanálu SVT24. Charakter Aktuelltu byl nakonec ustálen na formu zpravodajského rozboru s komentáři k hlavním tématům dne, tedy formát, který na kanál pro náročnější diváky spíše patří.
20. srpna 2006 se dostala do mezinárodní pozornosti kontroverze spojená s půlnočním vydáním Rapportu. Na jedné z obrazovek v pozadí za moderátorem byl totiž promítán tvrdý český pornofilm. Později bylo objasněno, že během podvečera pracovníci televize obrazovku přepnuli na stanici Canal+, aby mohli sledovat sportovní utkání, ale později zapomněli přepnout zpět. Pornofilm tudíž vysílal Canal+ a jeho zobrazení v Rapportu byl náhodnou chybou. Další den, v pondělí 21. srpna, byl na základě kauzy v přehledu pořadů dne Rapport posměšně přejmenován na „Rapporn“.
Od roku 2007 se všechno zpravodajství na SVT včetně Rapportu vysílá v širokoúhlém formátu (16:9). Od roku 2016 se jako Rapport nazývá pouze hlavní zpravodajská relace na prvním kanálu, kontinuální zpravodajské relace byly přejmenovány na SVT Nyheter.

## Moderátoři
Toto je výčet několika nejznámějších a hlavních moderátorů Rapportu včetně již bývalých. Nezahrnuje všechny moderátory, kteří pořad od jeho premiéry kdy moderovali:
- Bengt Öste
- Claes Elfsberg
- Katarina Sandström
- Lena Lundkvist
- Lisbeth Åkerman
- Magnus Faxén
- Morgan Olofsson
- Peter Dahlgren
- Sofia Lindahl